# Shashikala Siriwardene
Hettimulla Appuhamilage Shashikala Dedunu Siriwardene (* 14. Februar 1985 in Colombo, Sri Lanka) ist eine sri-lankische Cricketspielerin und ehemalige Kapitänin der sri-lankischen Nationalmannschaft.

## Kindheit und Ausbildung
Sie besuchte das President’s College in Sri Jayawardenapura Kotte und begann mit 11 Jahren das Cricketspielen.

## Aktive Karriere

### Eintritt in die Nationalmannschaft
Siriwardene begann ihre Karriere in der Nationalmannschaft mit 18 Jahren. Bei der Tour Sri Lankas in den West Indies im Frühjahr 2003 spielte sie ihre ersten Women’s ODIs. Anschließend etablierte sie sich in der Mannschaft und spielte ebenso im April 2004 in einer Tour gegen Indien. Ihre erste Weltmeisterschaft spielte sie beim Women’s Cricket World Cup 2005 in Südafrika. Dort war sie mit 105 Runs die zweitbeste Run-Scorerin ihres Teams.

### Kapitänin der Nationalmannschaft
Im Dezember 2005 spielte sie erstmals als Kapitänin der Nationalmannschaft beim Women’s Asia Cup 2005/06. Hier erzielte sie in einem Vorrundenspiel gegen Pakistan mit 4 Wickets für 11 Runs ihr bestes Bowling-Ergebnis ihrer Karriere. Ein Jahr später beim Women’s Asia Cup 2006/07 gelangen ihr gegen Pakistan abermals 4 Wickets, dieses Mal für 34 Runs. In beiden Asia Cups qualifizierte sich Sri Lanka für das Finale, unterlag dort jedoch gegen Indien. Im letzteren gelang ihr ihr erstes Fifty mit 55 Runs. Ebenfalls ins Finale schaffte es das Team beim folgenden Asia Cup. Dort gelangen ihr gegen Indien in der Vorrunde 3 Wickets für 54 Runs und im Finale 4 Wickets für 53 Runs.
Seit diesem Zeitpunkt spielte Sri Lanka wieder vermehrt bilaterale Touren. Gegen die West Indies konnte sie die Mannschaft zu einem 3–2 Seriengewinn führen. Bei einem Drei-Nationen-Turnier konnte sie mit 66 Runs gegen Pakistan den Finaleinzug des Teams sichern, das dann auch gegen Pakistan gewonnen wurde. Beim Women’s Cricket World Cup 2009 verlor sie mit ihrem Team alle Spiele. Daraufhin wurde sie zunächst als Kapitänin abgesetzt und schließlich aus dem Team genommen und spielte so nicht bei der ersten Austragung für die Twenty20-Weltmeisterschaft.

### Reetablierung im Team
Im April 2010 spielte sie auf der Tour in den West Indies ihre ersten WTwenty20-Spiele. Aus dem anschließenden ICC Women’s World Twenty20 2010 musste sie sich Krankheitsbedingt nach den Aufwärmspielen zurückziehen. Im Oktober wurde sie wieder als Kapitänin des Teams eingesetzt. Bei der ICC Women’s Cricket Challenge, einem Turnier für die zweite Reihe der Nationalmannschaften, konnte sie in einem ODI-Gruppenspiel gegen Pakistan neben 67* Runs auch 3 Wickets für 31 Runs erspielen. Auch erhielt sie in dem Jahr einen der ersten zentralen Verträge für Frauen in Sri Lanka.
Im Jahr 2011 blieb sie blass. Sie qualifizierte sich mit Sri Lanka beim Women’s Cricket World Cup Qualifier 2011 für die kommende Weltmeisterschaft, konnte jedoch selbst nicht überzeugen. Im April 2012 konnte sie bei der Tour in den West Indies in drei ODIs jeweils 34 Runs erzielen und dabei unter anderem Bowling-Leistungen von 3 Wickets für 27 Runs und 4 Wickets für 40 Runs erzielen. Beim im Herbst ausgetragenen ICC Women’s World Twenty20 2012 reichte es für das von ihr geführte Team nicht die Vorrunde zu überstehen.

### Hoch und Tief bei den Weltmeisterschaften
Den wohl größte Erfolg erzielte sie mit dem Team beim Women’s Cricket World Cup 2013. Nachdem sie in der Vorrunde England und Indien schlagen konnten, verloren sie alle weiteren Spiele in der Super-Six-Runde. Im abschließenden Spiel um Platz 5 gegen Südafrika gelangen ihr 44 Runs und 4 Wickets für 31 Runs und führte so das Team zum Sieg.
Bei der Qualifikation für die kommende Twenty20-Weltmeisterschaft konnte sie das Team zum geteilten Gewinn des Turniers führen. Im Oktober 2013 gelangen ihr auf der Tour in Südafrika im zweiten ODI 68 Runs, jedoch reichten diese nicht aus um das Team vor der Serienniederlage zu bewahren. In der Twenty20-Serie konnte sie im letzten Spiel 4 Wickets für 21 Runs erzielen, was jedoch ebenfalls nicht zum Seriengewinn reichte. Bei der Twenty20-Serie auf der Tour in Indien waren sie erfolgreicher und sie konnte im entscheidenden Spiel 46* Runs erzielen.
Beim ICC Women’s World Twenty20 2014 konnten sie in der Vorrunde nur ihr Auftaktspiel gegen Indien gewinnen und verpassten die direkte Qualifikation für die nächste Austragung. Ihre beste Leistung bei dem Turnier erzielte sie mit 38* Runs bei der Niederlage gegen England. Nach dem Turnier erklärte sie ihren Rücktritt als Kapitänin der Nationalmannschaft.

### Verletzungen und Rücktritt
Zu Beginn des Jahres 2015 konnte sie bei der ODI-Serie gegen Pakistan 39* Runs im letzten Spiel der Serie erzielen. Im Mai gelang ihr beim zweiten ODI auf der Tour gegen die West Indies 42* Runs und 4 Wickets für 30 Runs. Im Juni 2015 wurde sie abermals als Kapitänin der Nationalmannschaft ernannt. Auch musste sie sich in dem Jahr einer Fingeroperation unterziehen, nachdem sie sich auf einer Tour in Neuseeland im November am Daumen verletzte.
Im März 2016 war sie für den ICC Women’s World Twenty20 2016 nominiert, zog sich jedoch nach einem Gruppenspiel eine Oberschenkelverletzung zu.
Es dauerte mehr als ein Jahr, bis sie nach der Verletzung wieder spielen konnte und so wurde sie beim Women’s Cricket World Cup 2017 eingesetzt. Bei dem Ausscheiden in der Vorrunde war sie drittbeste Run-Scorerin des Teams. Bei der Tour in den West Indies im folgenden Oktober gelang ihr im letzten Twenty20 ein Fifty mit 50 Runs. Bei der Tour gegen Pakistan im Frühjahr 2018 konnte sie im zweiten Twenty20 4 Wickets für 9 Runs erzielen.
Im Jahr 2019 blieb sie blass und so verkündete sie im Februar 2020 nach dem ICC Women’s T20 World Cup 2020 ihren Rücktritt vom internationalen Cricket. In ihrem letzten Spiel gegen Bangladesch gelangen ihr noch einmal 4 Wickets für 16 Runs. Zum Zeitpunkt ihres Rücktritts war sie die einzige Sri-lankerin, die mehr als 100 Wickets und 1000 Runs in ODI-Cricket erzielte.

## Privates
Sie ist verheiratet mit dem ehemaligen sri-lankischen First-Class Cricketer Namal Seneviratne.